# Arthur Llewellyn Basham
Arthur Llewellyn Basham (ur. 24 maja 1914 w Loughton, zm. 27 stycznia 1986 w Kolkacie) – brytyjski historyk i indolog, specjalizujący się w tematyce historii Indii.

## Życiorys
Ukończył studia w Szkole Studiów Orientalnych i Afrykańskich w Londynie, gdzie uzyskał stopień Bachelor of Arts w 1941 i doktorat w 1950. Następnie był wykładowcą tej uczelni, od 1957 na stanowisku profesora.
W latach 1965–1979 był profesorem i kierownikiem katedry cywilizacji azjatyckich na wydziale studiów orientalnych  na Australijskim Uniwersytecie Narodowym, a w latach 1968–1970 był dziekanem tego wydziału.
Jego najbardziej znaną pracą jest The Wonder That Was India z 1954 (wyd. polskie Indie: Od początków dziejów do podboju muzułmańskiego w 1964), później wielokrotnie wznawiana.

## Wybrane publikacje
- The History and Doctrines of the Ajivikas: a Vanished Indian Religion (1951)
- The Wonder That Was India (1954) – tłum. polskie Indie, Zygmunt Kubiak, 1964
- Papers on the Date of Kaniṣka (1968)
- A Cultural History of India (red., 1975)